# 達米氏副熱鯛
達米氏副熱鯛，為輻鰭魚綱鱸形目隆頭魚亞目慈鯛科的其中一種，分布於非洲馬達加斯加西北部淡水流域，體長可達17公分，棲息在中底層水域，生活習性不明。